# Севернобанатски управни округ
Севернобанатски управни округ (мађ. Észak-bánsági körzet) се налази у северном делу Републике Србије и има површину од 2.329 km². Према подацима са последњег пописа 2022. године у округу је живело 117.896 становника. Седиште округа је у граду Кикинда.

## Територијална организација
Севернобанатски управни округ обухвата 50 насеља, 7 градских и 43 осталих, у 5 општина и једном граду:
| Грб                                   | Општина/град                  | Седиште       | Површина () | Становништво (2022) | Број насеља |
| ------------------------------------- | ----------------------------- | ------------- | ----------- | ------------------- | ----------- |
|                                       | Ада                           | Ада           | 227         | 13.293              | 5           |
|                                       | Кањижа                        | Кањижа        | 399         | 20.141              | 13          |
|                                       | Кикинда                       | Кикинда       | 782         | 49.326              | 10          |
|                                       | Нови Кнежевац                 | Нови Кнежевац | 305         | 8.627               | 9           |
|                                       | Сента                         | Сента         | 294         | 17.953              | 5           |
|                                       | Чока                          | Чока          | 321         | 8.556               | 8           |
| Севернобанатски управни округ         | Севернобанатски управни округ | Кикинда       | 2.328       | 117.896             | 50          |
| Извор: Републички завод за статистику |                               |               |             |                     |             |

- Општине Севернобанатског округа
- Општине Севернобанатског округа

## Становништво
Према последњем попису из 2022. у Севернобанатском управном округу живело је 117.896 становника што је за 29.874 мање (-20,22%) у односу на претходни попис из 2011. на коме је било 147.770 становника.
Према попису из 2022. већину становништва чинили су Срби и Мађари којих је било приближно исто. Релативну већину чинили су Срби (43,98%), с тим да је Мађара било само за приближно 1% мање (42,96%).
| Етнички састав према попису из 2022.‍ | Етнички састав према попису из 2022.‍ | Етнички састав према попису из 2022.‍ | Етнички састав према попису из 2022.‍ | Етнички састав према попису из 2022.‍ |
| ------------------------------------ | ------------------------------------ | ------------------------------------ | ------------------------------------ | ------------------------------------ |
|                                      |                                      |                                      |                                      |                                      |
| Срби                                 | Срби                                 |                                      | 51.848                               | 43,98%                               |
| Мађари                               | Мађари                               |                                      | 50.643                               | 42,96%                               |
| Роми                                 | Роми                                 |                                      | 4.277                                | 3,63%                                |
| Југословени                          | Југословени                          |                                      | 635                                  | 0,54%                                |
| Хрвати                               | Хрвати                               |                                      | 290                                  | 0,25%                                |
| Албанци                              | Албанци                              |                                      | 157                                  | 0,13%                                |
| Црногорци                            | Црногорци                            |                                      | 134                                  | 0,11%                                |
| Македонци                            | Македонци                            |                                      | 129                                  | 0,11%                                |
| Словаци                              | Словаци                              |                                      | 128                                  | 0,11%                                |
| Румуни                               | Румуни                               |                                      | 121                                  | 0,10%                                |
| Муслимани                            | Муслимани                            |                                      | 90                                   | 0,08%                                |
| Немци                                | Немци                                |                                      | 80                                   | 0,07%                                |
| Остали                               | Остали                               |                                      | 664                                  | 0,56%                                |
| Регионално                           | Регионално                           |                                      | 449                                  | 0,38%                                |
| Неизјашњени                          | Неизјашњени                          |                                      | 3.512                                | 2,98%                                |
| Непознато                            | Непознато                            |                                      | 4.739                                | 4,02%                                |

| Етничка група | Попис 2002. | Попис 2002. | Попис 2011. | Попис 2011. | Попис 2022. | Попис 2022. |
| Етничка група | Број        | %           | Број        | %           | Број        | %           |
| ------------- | ----------- | ----------- | ----------- | ----------- | ----------- | ----------- |
| Мађари        | 78.551      | 47,35%      | 68.915      | 46.63%      | 50.643      | 42,96%      |
| Срби          | 72.242      | 43.55%      | 63.047      | 42.66%      | 51.848      | 43,98%      |
| Роми          | 3.944       | 2.37%       | 4.769       | 3.23%       | 4.277       | 3,63%       |

Срби су већинско становништво у граду Кикинда и општини Нови Кнежевац, а Мађари у општинама Кањижа, Сента, Ада и Чока.
Језици (попис из 2002):
- мађарски (48,09%)
- српски (48,08%)
- ромски (1,95%)

## Култура
У Кикинди је основана прва српска штампарија 1878. године, а годину дана касније је отворена и прва књижара.
Овај град је познат и по сликарима као што су: Теодор Илић Чешљар (XVIII век), Никола Алексић (XIX век), Ђура Пецић (крај XIX века) и Ђура Јакшић, сликар и књижевник. Кикинда је имала прву позоришну представу још давне 1796. године на немачком језику.

## Привреда
Кикинда је центар српске индустрије грађевинског материјала од глине.
Пољопривредно земљиште у округу чини 89,1%, а под шумом је 0,7% укупне површине.